# Capriglia Irpina
Capriglia Irpina es uno de los 119 municipios o comunas ("comune" en italiano) de la provincia de Avellino, en la región de Campania. Con cerca de 2.332 habitantes, según censo de 2006, se extiende por una área de 7,38 km², teniendo una densidad de población de 315,99 hab/km². Hace frontera con los municipios de Avellino, Grottolella, Sant'Angelo a Scala, Summonte

## Celebridades
Lugar de nacimiento del papa Paulo IV.

## Historia
Fue feudo de algunas importantes familias napolitanas, tales como los Carafa, los Caracciolo príncipes des Avellino y los Schifani.

## Demografía
| Gráfica de evolución demográfica de Capriglia Irpina entre 1861 y 2001 |
|                                                                        |
| Fuente ISTAT - elaboración gráfica de Wikipedia                        |